# Varennes-sur-Usson
Varennes-sur-Usson è un comune francese di 220 abitanti situato nel dipartimento del Puy-de-Dôme nella regione dell'Alvernia-Rodano-Alpi.

## Società

### Evoluzione demografica
Abitanti censiti